# Aker
Aker — норвежская холдинговая компания. Aker ASA, основанная в 1841 году, является инвестиционной компанией, специализирующейся на развитии устойчивого бизнеса в сфере энергетики, промышленной цифровизации и устойчивого производства продуктов питания, сочетая промышленную экспертизу с финансовой мощью для создания ценности для акционеров.

## История
Akers Mekaniske Verksted, основанный в 1841 году командиром Петером Северином Стинструпом в Осло, стал одним из ведущих промышленных предприятий города и положил начало одной из ведущих промышленных групп Норвегии.
В 1850-х годах, в период промышленной революции, инженер Олаф А. Онсум в 1853 году основал компанию Kvaerner Brug в Христиании (ныне Осло), начав производство изделий из металла, в то время как Akers Mekaniske Verksted в 1854 году переехала в Акер Бригге и в 1856 году спустила на воду «Færdesmanden» — первый пароход, построенный в Норвегии, что ознаменовало значительный прогресс в промышленном развитии страны.
В 1860-х годах компания Kvaerner начала производство деревообрабатывающего оборудования и стала ключевым поставщиком металлических инструментов для промышленности Норвегии, одновременно проявляя социальную ответственность путем строительства доступного жилья для своих работников.
В 1870 году компания Kvaerner произвела свою первую гидроэлектрическую турбину и начала расширять производство железных и стальных инструментов для промышленных предприятий Норвегии, став впоследствии специализированной мастерской по производству турбин для лесопильных заводов и целлюлозно-бумажной промышленности.
К 1917 году, благодаря Томасу Фредрику Олсену, Akers Mekaniske Verksted, основанная в 1910 году, стала одной из крупнейших верфей Норвегии и находилась под контролем семьи Олсен до 1985 года.
С конца 1920-х годов Kværner расширяет производство турбин, купив в 1928 году 85% акций своего главного конкурента Myrens Verksted, что стало основой для будущего концерна Kvaerner Group, при этом численность рабочих, например, в июне 1929 года на Akers Mekaniske Verksted достигла 1485 человек.
В 1930 году несколько компаний, включая «Aker's Mechanical Workshop», объединились в группу Aker, где Aker Mekaniske Verksted стала холдинговой компанией, а к 1939 году компания построила около 450 пароходов.
Во время немецкой оккупации Норвегии (1940-1945 гг.) верфь Aker была частично захвачена нацистскими войсками, что привело к актам саботажа со стороны движения сопротивления, а после войны (1945 г.) компания Aker, в ответ на возросший мировой спрос на танкеры, начала расширять производство.
В 1950-х годах Aker Mekaniske Verksted приобрела несколько судостроительных компаний, включая 50% акций A/S Stord в 1956 году, а также Nylands Verksted, став её основным владельцем в том же году,  и начала строительство супертанкеров на острове Сторд;  в 1958 году Kvaerner Brug заключила соглашение с General Electric о строительстве паровых турбин для судов, а затем в 1970 году — газовых турбин для платформ и электростанций.
В 1960-х годах Aker и Kvaerner значительно расширили свою деятельность: построили первый газовый танкер "Havgas" в 1961 году, начали нефтяное бурение с "Ocean Traveler" в 1966 году, создали Aker Drilling Company в том же году, а в 1969 году с помощью платформы "Ocean Viking", построенной Aker в 1967, открыли нефтяное месторождение Экофиск, запустив добычу в 1971. Это оказалось одно из крупнейших месторождений, когда-либо найденных на шельфе. 
В 1960-х годах компания Aker строила все более крупные и технически совершенные суда, а с 1961 года, после приобретения верфи Rosenberg, начала строить танкеры для перевозки сжиженного газа, кульминацией чего стала поставка первого танкера "Norman Lady" в 1973 году; одновременно Aker начала экспансию в нефтяную отрасль, основав в 1966 году специализированную мастерскую в Вердале и начав строительство нефтехранилища Ekofisk, а также разработав успешную платформу Aker H-3 (37 единиц к 1970-м) и открыв сталелитейную мастерскую в Эгерсунде в 1969 году.
В 1984 году компания Kvaerner создала отдел исследований и разработок, что привело к значительному прогрессу в области подводных технологий, включая изобретение и внедрение в мировое производство разъема «Clamp Connector», позволяющего осуществлять соединение подводных установок без участия водолазов.
В 1986 году Aker приобрела компанию Astrup Høyer, а в 1988 году — Norwegian Contractors, став мировым лидером в области бетонных платформ, а в 1987 году Aker слилась с международной группой по производству цемента и строительных материалов Norcem, которая позже была выделена в отдельную компанию и продана в 1999 году.
В 1990-х годах компания Aker реализовала ряд успешных проектов, но также понесла финансовые потери, которые на какое-то время ограничили её гибкость, а в 1996 году Кьелл Инге Рёкке стал основным акционером компании. В 1991 году компания Aker начала строительство платформы Troll A, которая к весне 1995 года стала самым высоким перемещённым сооружением высотой 472 метра и весом 656 000 тонн, после чего была отбуксирована на нефтяное месторождение Тролль в Северном море. В 1997 году слияние RGI и Aker привело к усилению позиций Aker в рыбной промышленности, включая приобретение компании J.M. Johansen, основанной в 1876 году, а также добавлению недвижимости и верфей в портфель новой компании.
В 2000-2002 годах Aker объединилась с Kvaerner, сначала приобретя значительную долю в 2000 году, затем спасая компанию от кризиса ликвидности в 2001 году и, наконец, полностью слившись с ней в 2002 году, образовав Aker Kvaerner (позднее Aker Solutions), которая вышла на фондовую биржу Осло.
В 2004 году Aker реорганизовал рыболовный бизнес, создав Aker Seafoods, который вышел на биржу в 2005, объединил судостроительные активы с Kværner, образовав Aker Yards, и сам вернулся на Oslo Stock Exchange после периода частного владения.
После масштабной реорганизации и сделок в 2004 году, в период с 2005 по 2007 год были созданы несколько компаний: Aker Drilling, Aker BioMarine, Aker Floating Production, Aker Exploration, Aker Oilfield Services и Aker Clean Carbon. Норвежская буровая компания Aker Drilling, основанная в 2005 году и разместившая акции на фондовой бирже Осло в декабре того же года, заключила контракты с Aker Solutions на строительство буровых установок Aker Spitsbergen и Aker Barents, а в 2011 году была продана швейцарской компании Transocean.
В 2006 году была основана компания Aker BioMarine, занимающаяся добычей и переработкой криля, а в 2007 году Aker и Aker Solutions создали Aker Clean Carbon для разработки технологий улавливания и хранения CO2. В 2008 Aker Kvaerner сменила название на Aker Solutions. 
В 2009 году Aker Solutions поставила первый в мире морской терминал Adriatic LNG по приему СПГ, покрывающий 10% потребностей Италии в газе, а также две крупнейшие в мире буровые установки шестого поколения «Aker Barents» и «Aker Spitsbergen», предназначенные для работы в экстремальных арктических условиях;  сама компания Aker стала инвестиционной, сфокусировавшись на крупных сделках, слияниях и поглощениях, включая слияние Aker Exploration и Det norske, в результате которого Aker стала крупнейшим акционером объединенной нефтяной компании.

## Компании холдинга
По состоянию на март 2009 года:
- Aker BioMarine (82.9 %)
- Aker Capital (100 %)
- Aker Clean Carbon (70 %)
- Aker Drilling (100 %)
- Aker Exploration (61.2 %)
- Aker Floating Production (59.1 %)
- Aker Holding (60 %, and thus indirectly 41 % of Aker Solutions)
- Aker Oilfield Services (44.4 %)
- Aker Philadelphia Shipyard (50.3 %)
- Aker Seafoods (64.95 %)
- Molde Fotball AS (100 %)